# 昭和島駅

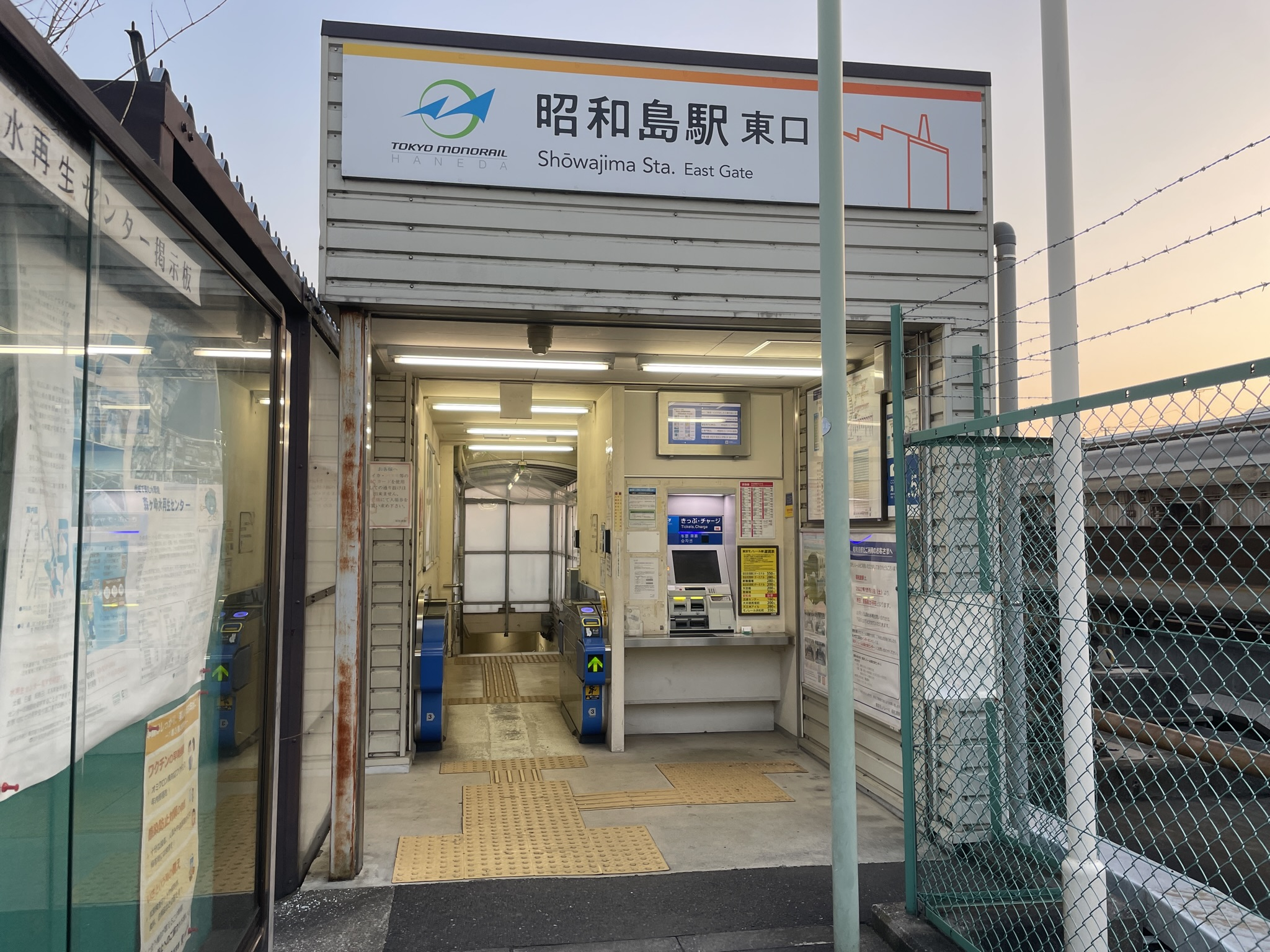
東口（2023年3月）

昭和島駅（しょうわじまえき）は、東京都大田区昭和島二丁目にある東京モノレール東京モノレール羽田空港線の駅である。駅番号はMO 05。

## 歴史
元は昭和島車両基地への職員の通勤利用のため一部の列車を停車させていたが、1985年2月に乗務区などの現業部門を浜松町から昭和島車両基地へ集約するのを契機に、基地周辺への工場利用者などの利便促進も兼ねて設置された。
- 1985年（昭和60年）2月7日 - 無人駅[4]として開業[2]。
- 1992年（平成4年）6月19日 - 全普通列車が停車するようになる。
- 2000年（平成12年）9月28日 - 業務委託駅とし、終日有人駅となる[4]。
- 2002年（平成14年）4月21日 - ICカードSuica供用開始。
- 2007年（平成19年）
  - 3月10日 - 待避線を使用開始[5][6]。ホーム全面に上屋を設置し、地下通路に待合室を設ける[4]。
  - 3月18日 - ダイヤ改正に伴い当駅での通過追い越しを開始[5]。

## 駅構造
島式ホーム2面4線を有する地上駅。東京モノレールの車両基地を併設している。
開業時は相対式ホーム2面2線だった。2007年3月18日のダイヤ改正による「空港快速」と「区間快速」の運行開始に伴い、待避線の使用が開始され、同時にホームも現在の形状になった。主に空港快速が普通を追い抜くのに使用される。
かつて、東京モノレール羽田線（当時）で快速が設定される以前に当駅を通過する普通が存在していたが、天王洲アイル駅が開業した1992年6月19日のダイヤ改正ですべての列車（当時は普通列車のみ運行）が停車するようになった。
モノレールエージェンシーが駅業務を受託している業務委託駅。改札・出入口は海岸通り（都道316号）に面する西口と、細い道路を経て羽田鉄工団地第2地区内に通じる東口の2か所ある。西口・東口共に窓口はなく、一見無人駅に見えなくもないが、西口側の係員詰所に滞在している。また、一部時間帯は無人となる（東口は常時無人）。
両方の出口に自動券売機、自動改札機が設置されている。幅広タイプの改札機が設置されているものの、当駅はバリアフリー非対応の構造である。
駅スタンプがあるが、当駅には窓口がないため地下待合室内に設置されている。トイレは西口駅舎の改札外に設置されており、男女共用の水洗式である。また、ホーム・改札間の通路上に待合室があり、精算機は待合室内に設置されている。

### のりば
| 番線 | 路線                     | 方向 | 行先                      |
| ---- | ------------------------ | ---- | ------------------------- |
| 1・2 | 東京モノレール羽田空港線 | 下り | 羽田空港第2ターミナル方面 |
| 3・4 | 東京モノレール羽田空港線 | 上り | モノレール浜松町方面      |

夜間時間帯に浜松町から当駅終着の列車が数本運行される。

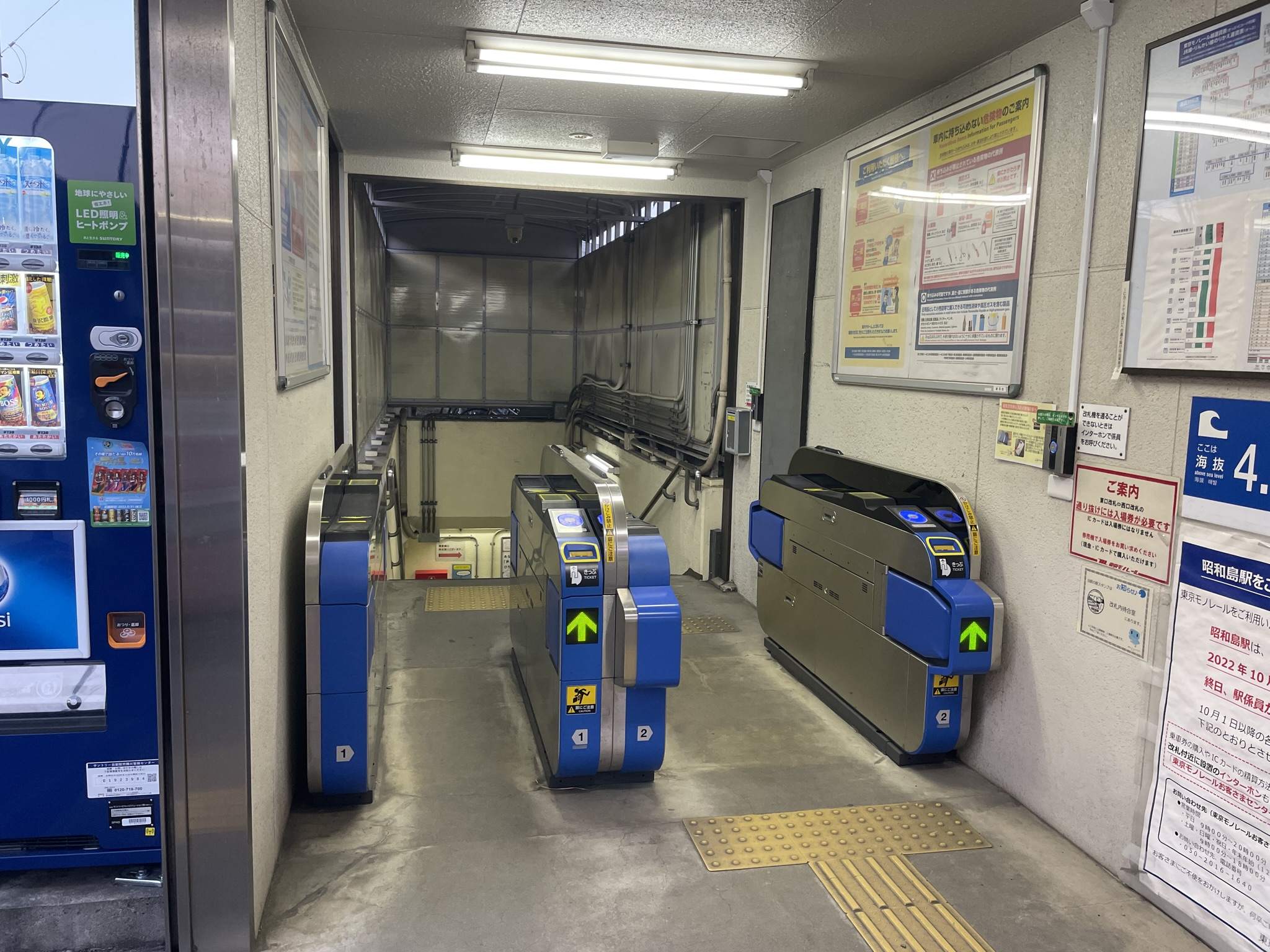
西口改札（2023年3月）
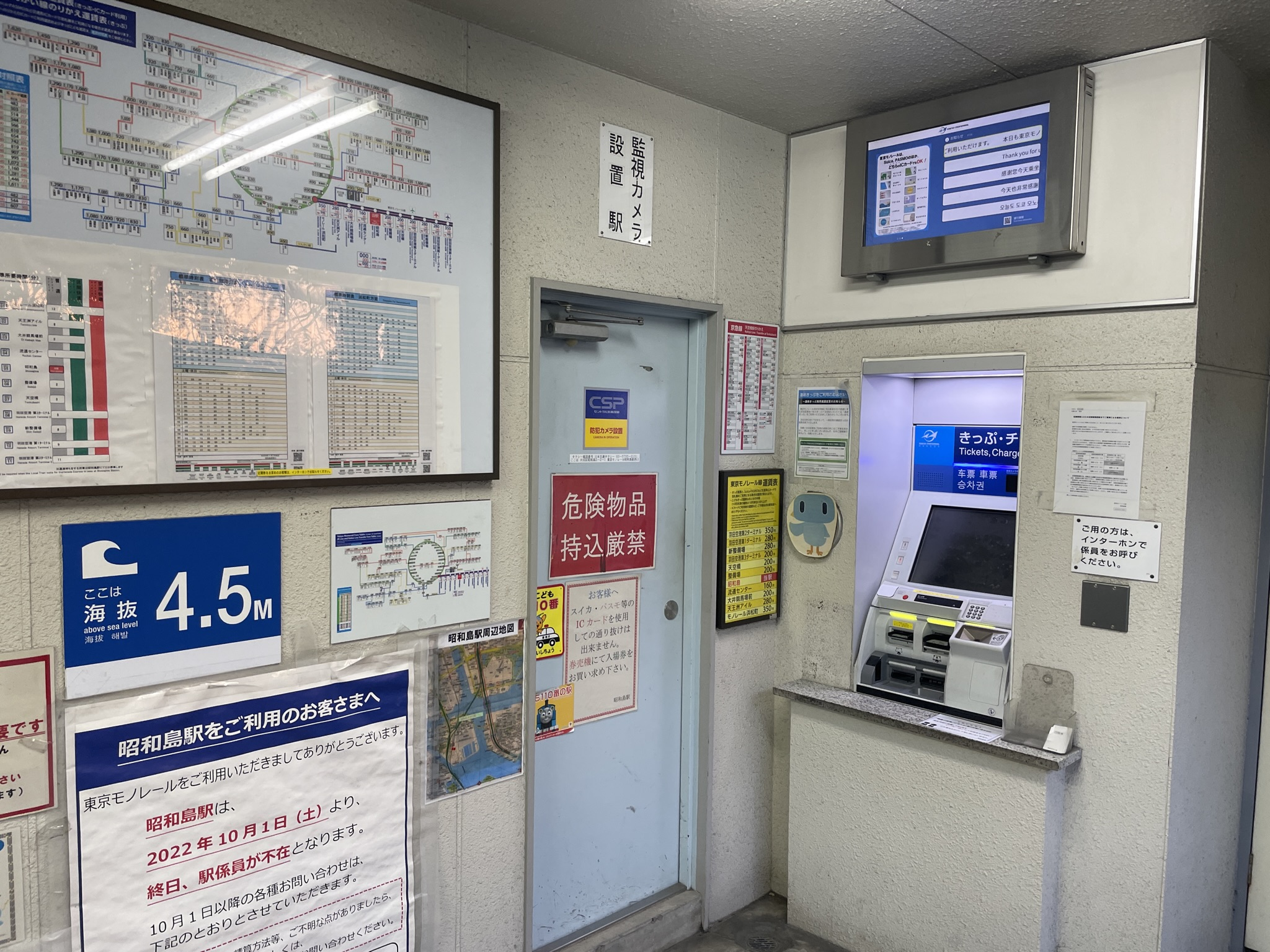
西口券売機（2023年3月）
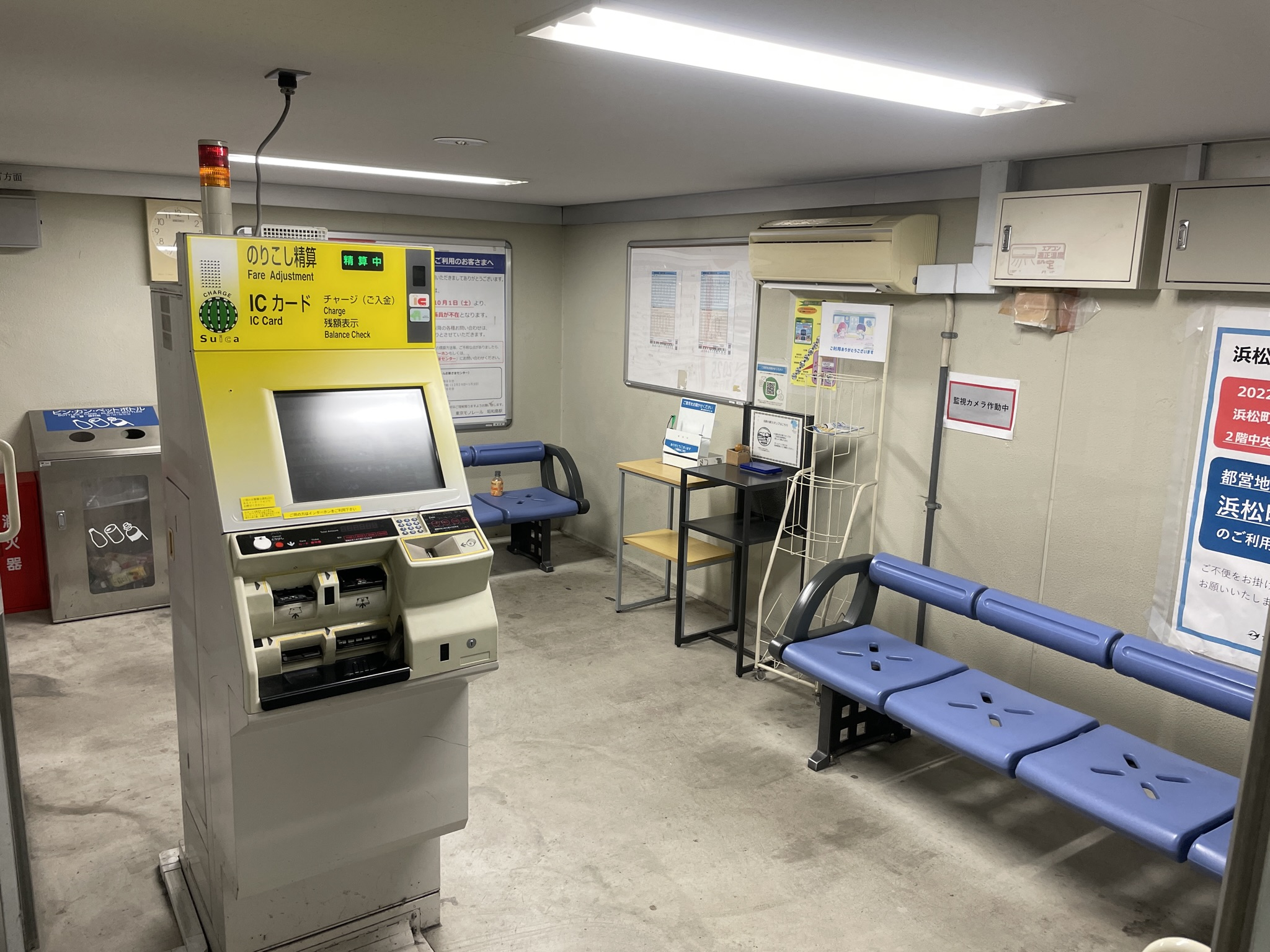
地下通路内にある待合室と精算機（2023年3月）
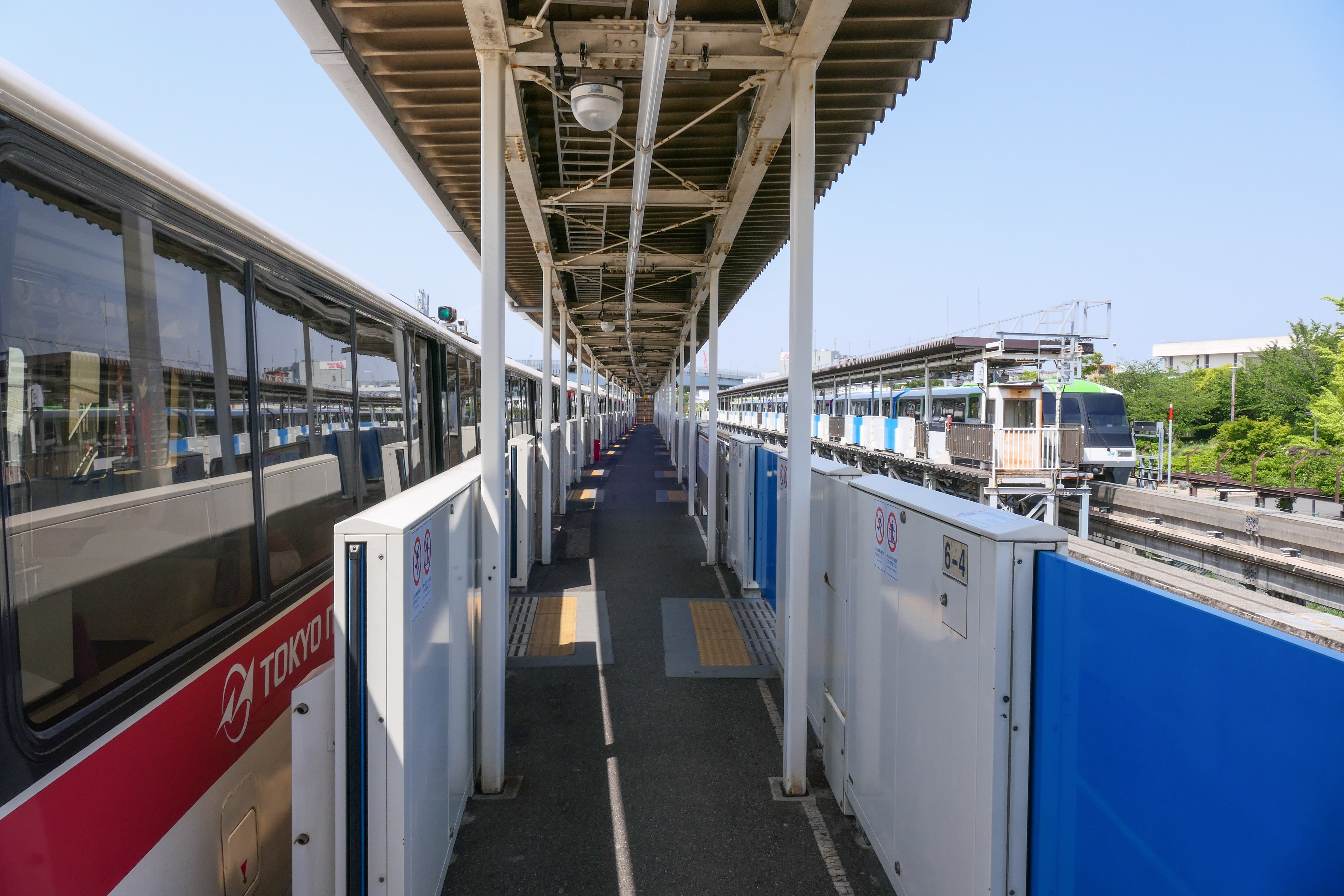
待避線設置後の上りホーム。右は下りホーム（2021年5月）
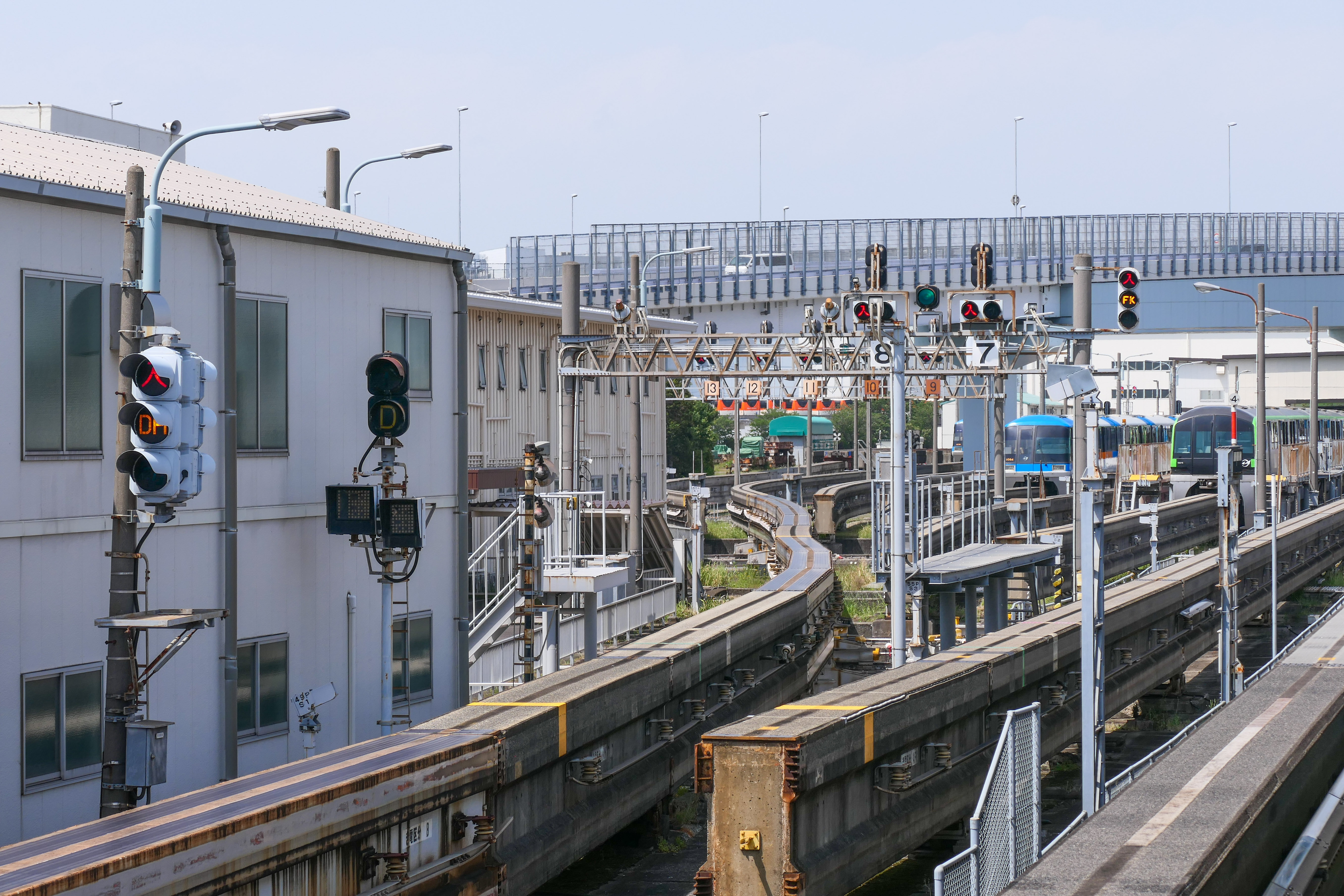
駅構内から分岐する昭和島車両基地（2021年5月）

## 利用状況
2024年度の1日平均乗降人員は5,862人である。開業以来の1日平均乗車人員推移は下表の通り。
| 年度               | 乗車人員 | 乗降人員 | 出典              |
| ------------------ | -------- | -------- | ----------------- |
| 1990年（平成02年） | 748      |          | [ 東京都統計 1 ]  |
| 1991年（平成03年） | 784      |          | [ 東京都統計 2 ]  |
| 1992年（平成04年） | 852      |          | [ 東京都統計 3 ]  |
| 1993年（平成05年） | 940      |          | [ 東京都統計 4 ]  |
| 1994年（平成06年） | 1,019    |          | [ 東京都統計 5 ]  |
| 1995年（平成07年） | 1,175    |          | [ 東京都統計 6 ]  |
| 1996年（平成08年） | 1,271    |          | [ 東京都統計 7 ]  |
| 1997年（平成09年） | 1,400    |          | [ 東京都統計 8 ]  |
| 1998年（平成10年） | 1,548    |          | [ 東京都統計 9 ]  |
| 1999年（平成11年） | 1,497    |          | [ 東京都統計 10 ] |
| 2000年（平成12年） | 1,614    |          | [ 東京都統計 11 ] |
| 2001年（平成13年） | 1,860    |          | [ 東京都統計 12 ] |
| 2002年（平成14年） | 1,879    |          | [ 東京都統計 13 ] |
| 2003年（平成15年） | 1,863    |          | [ 東京都統計 14 ] |
| 2004年（平成16年） | 2,088    |          | [ 東京都統計 15 ] |
| 2005年（平成17年） | 2,132    |          | [ 東京都統計 16 ] |
| 2006年（平成18年） | 2,214    |          | [ 東京都統計 17 ] |
| 2007年（平成19年） | 2,213    |          | [ 東京都統計 18 ] |
| 2008年（平成20年） | 2,192    |          | [ 東京都統計 19 ] |
| 2009年（平成21年） | 2,170    |          | [ 東京都統計 20 ] |
| 2010年（平成22年） | 2,236    |          | [ 東京都統計 21 ] |
| 2011年（平成23年） | 2,191    |          | [ 東京都統計 22 ] |
| 2012年（平成24年） | 2,304    |          | [ 東京都統計 23 ] |
| 2013年（平成25年） | 2,649    |          | [ 東京都統計 24 ] |
| 2014年（平成26年） | 2,737    | 5,511    | [ 東京都統計 25 ] |
| 2015年（平成27年） |          | 5,687    |                   |
| 2016年（平成28年） |          | 5,915    |                   |
| 2017年（平成29年） |          | 6,236    |                   |
| 2018年（平成30年） |          | 6,488    |                   |
| 2019年（令和元年） |          | 6,569    |                   |
| 2020年（令和02年） |          | 5,395    |                   |
| 2021年（令和03年） |          | 5,461    |                   |
| 2022年（令和04年） |          | 5,616    |                   |
| 2023年（令和05年） |          | 5,841    |                   |
| 2024年（令和06年） |          | 5,862    |                   |

## 駅周辺
周辺企業への勤務利用が多く、通勤時間帯以外は閑散としている。島内南西部の大森東避難橋（人道橋）を渡ると大森東の住宅街に出る。
- 昭和島ジャンクション（首都高速1号羽田線）
- 東京都下水道局森ヶ崎水再生センター[4]
- 東京空港交通羽田運行事業所
- 京浜島

### バス路線
昭和島駅
- 京浜急行バス[11]
  - <森36> 大森駅行（平和島駅経由）
  - <森41> レジャーランド平和島行（同上） ※ 平日朝のみ
  - <森41> 大森車庫行 ※ 平日朝のみ
  - <森45> 大森駅行（大森車庫経由） ※ 平日朝のみ

## 隣の駅
東京モノレール
 東京モノレール羽田空港線
■空港快速・■区間快速
通過
■普通
流通センター駅 (MO 04) - 昭和島駅 (MO 05) - 整備場駅 (MO 06)

### 利用状況
東京モノレールの1日平均利用客数
1. 1 2 3  “東京モノレール：企業情報＞会社概要”.   東京モノレール株式会社. 2025年5月5日時点のオリジナルよりアーカイブ。2025年5月17日閲覧。
2. ↑  “東京モノレール：企業情報＞会社概要”.   東京モノレール株式会社. 2016年6月16日時点のオリジナルよりアーカイブ。2023年7月2日閲覧。
3. ↑  “東京モノレール：企業情報＞会社概要”.   東京モノレール株式会社. 2017年5月3日時点のオリジナルよりアーカイブ。2023年7月2日閲覧。
4. ↑  “東京モノレール：企業情報＞会社概要”.   東京モノレール株式会社. 2017年8月22日時点のオリジナルよりアーカイブ。2023年7月2日閲覧。
5. ↑  “東京モノレール：企業情報＞会社概要”.   東京モノレール株式会社. 2018年12月10日時点のオリジナルよりアーカイブ。2023年7月2日閲覧。
6. ↑  “東京モノレール：企業情報＞会社概要”.   東京モノレール株式会社. 2019年7月19日時点のオリジナルよりアーカイブ。2023年7月2日閲覧。
7. ↑  “東京モノレール：企業情報＞会社概要”.   東京モノレール株式会社. 2021年2月5日時点のオリジナルよりアーカイブ。2022年8月27日閲覧。
8. ↑  “東京モノレール：企業情報＞会社概要”.   東京モノレール株式会社. 2021年9月18日時点のオリジナルよりアーカイブ。2022年8月27日閲覧。
9. ↑  東京モノレール株式会社. “東京モノレール：企業情報＞会社概要”.   東京モノレール株式会社. 2022年12月19日時点のオリジナルよりアーカイブ。2022年8月27日閲覧。
10. ↑  “東京モノレール：企業情報＞会社概要”.   東京モノレール株式会社. 2024年3月1日時点のオリジナルよりアーカイブ。2023年7月2日閲覧。
11. ↑  “東京モノレール：企業情報＞会社概要”.   東京モノレール株式会社. 2024年6月10日時点のオリジナルよりアーカイブ。2024年6月10日閲覧。

東京モノレールの統計データ
東京都統計年鑑
1. ↑  東京都統計年鑑（平成2年）229ページ
2. ↑  東京都統計年鑑（平成3年）235ページ
3. ↑  東京都統計年鑑（平成4年）
4. ↑  東京都統計年鑑（平成5年）
5. ↑  東京都統計年鑑（平成6年）
6. ↑  東京都統計年鑑（平成7年）
7. ↑  東京都統計年鑑（平成8年）
8. ↑  東京都統計年鑑（平成9年）
9. ↑  東京都統計年鑑（平成10年） (PDF)
10. ↑  東京都統計年鑑（平成11年） (PDF)
11. ↑  東京都統計年鑑（平成12年）
12. ↑  東京都統計年鑑（平成13年）
13. ↑  東京都統計年鑑（平成14年）
14. ↑  東京都統計年鑑（平成15年）
15. ↑  東京都統計年鑑（平成16年）
16. ↑  東京都統計年鑑（平成17年）
17. ↑  東京都統計年鑑（平成18年）
18. ↑  東京都統計年鑑（平成19年）
19. ↑  東京都統計年鑑（平成20年）
20. ↑  東京都統計年鑑（平成21年）
21. ↑  東京都統計年鑑（平成22年）
22. ↑  東京都統計年鑑（平成23年）
23. ↑  東京都統計年鑑（平成24年）
24. ↑  東京都統計年鑑（平成25年）
25. ↑  東京都統計年鑑（平成26年）